# Federalne Ministerstwo Nauki, Technologii i Astronautyki
Federalne Ministerstwo Nauki, Technologii i Astronautyki (niem. Bundesministerium für Forschung, Technologie und Raumfahrt, w skrócie: BMFTR) – Ministerstwo Federalne Niemiec. Centralna siedziba ministerstwa mieści się w Bonn, drugie biuro jest w Berlinie.

## Struktura organizacyjna
Ministerstwo składa się od listopada 2014 roku z siedmiu działów. Są one dodatkiem do działu centralnego, który jest odpowiedzialny za zadania administracyjne:
- Dział 1: Strategie i problemy z polityką
- Dział 2: Europejska i międzynarodowa współpraca w dziedzinie oświaty i badań
- Dział 3: Kształcenie zawodowe
- Dział 4: System Nauki
- Dział 5: Kluczowe technologie – badania na rzecz innowacji
- Dział 6: Nauki o życiu – badania na rzecz zdrowia
- Dział 7: Zapewnianie przyszłości – badania fundamentalne i zrównoważony rozwój.

Każdy wydział składa się z jednego lub dwóch poddziałów i od 10 do 15 jednostek. Większa część pododdziałów znajduje się w centrali w Bonn, a mniejsza część w biurze w Berlinie. Ogólnie rzecz biorąc, Ministerstwo zatrudnia około 1000 osób.

## Zadania
Zadania ministerstwa są różnorodne. Z jednej strony ministerstwo jest w dużej mierze odpowiedzialne za ustawodawstwo w różnych obszarach. Obejmuje to przede wszystkim obszar pozaszkolnego szkolenia zawodowego i dalszej edukacji oraz promocję szkoleń. Z drugiej strony ministerstwo wspiera finansowo badania we wszystkich dziedzinach nauki. Ponadto promuje się młodszych naukowców i międzynarodową wymianę w dziedzinie edukacji, szkoleń lub studiów. Budżet BMBF (sekcja 30) wynosi około 14 miliardów euro w 2014 r.

## Lista ministrów
| Lp.                                                            | Zdjęcie     | Imię i nazwisko (partia polityczna)        | Objęcie urzędu | Złożenie urzędu               | Długość urzędowania | Rząd                             |
| -------------------------------------------------------------- | ----------- | ------------------------------------------ | -------------- | ----------------------------- | ------------------- | -------------------------------- |
| Minister ds. atomowych                                         |             |                                            |                |                               |                     |                                  |
| 1.                                                             |             | Franz Josef Strauß (CSU) (1915–1988)       | 20 X 1953      | 16 X 1956                     | 1092 dni            | Drugi rząd Konrada Adenauera     |
| 2.                                                             |             | Siegfried Balke (CSU) (1902–1984)          | 16 X 1956      | 29 X 1957                     | 378 dni             | Drugi rząd Konrada Adenauera     |
| Minister energii jądrowej i gospodarki wodnej                  |             |                                            |                |                               |                     |                                  |
| (2.)                                                           |             | Siegfried Balke (CSU) (1902–1984)          | 29 X 1957      | 14 XI 1961                    | 1477 dni            | Trzeci rząd Konrada Adenauera    |
| Minister energii jądrowej                                      |             |                                            |                |                               |                     |                                  |
| (2.)                                                           |             | Siegfried Balke (CSU) (1902–1984)          | 14 XI 1961     | 13 XII 1962                   | 394 dni             | Czwarty rząd Konrada Adenauera   |
| Minister badań naukowych                                       |             |                                            |                |                               |                     |                                  |
| 3.                                                             |             | Hans Lenz (FDP) (ur. 1907–1968)            | 14 XII 1962    | 11 X 1963                     | 1047 dni            | Piąty rząd Konrada Adenauera     |
| 3.                                                             | 17 X 1963   | Hans Lenz (FDP) (ur. 1907–1968)            | 26 X 1965      | Pierwszy rząd Ludwiga Erharda | 1047 dni            |                                  |
| 4.                                                             |             | Gerhard Stoltenberg (CDU) (1928–2001)      | 26 X 1965      | 30 XI 1966                    | 1456 dni            | Drugi rząd Ludwiga Erharda       |
| 4.                                                             | 1 XII 1966  | Gerhard Stoltenberg (CDU) (1928–2001)      | 21 X 1969      | Rząd Kurta Georga Kiesingera  | 1456 dni            |                                  |
| Minister edukacji i nauki                                      |             |                                            |                |                               |                     |                                  |
| 5.                                                             |             | Hans Leussink (1912–2008)                  | 22 X 1969      | 15 III 1972                   | 875 dni             | Pierwszy rząd Willy’ego Brandta  |
| 6.                                                             |             | Klaus von Dohnanyi (SPD) (ur. 1928)        | 15 III 1972    | 15 XII 1972                   | 792 dni             | Pierwszy rząd Willy’ego Brandta  |
| 6.                                                             | 15 XII 1972 | Klaus von Dohnanyi (SPD) (ur. 1928)        | 16 V 1974      | Drugi rząd Willy’ego Brandta  | 792 dni             |                                  |
| 7.                                                             |             | Helmut Rohde (SPD) (1925–2016)             | 16 V 1974      | 14 XII 1976                   | 1372 dni            | Pierwszy rząd Helmuta Schmidta   |
| 7.                                                             | 16 XII 1976 | Helmut Rohde (SPD) (1925–2016)             | 16 II 1978     | Drugi rząd Helmuta Schmidta   | 1372 dni            |                                  |
| 8.                                                             |             | Jürgen Schmude (SPD) (1936–2025)           | 16 II 1978     | Drugi rząd Helmuta Schmidta   | 4 XI 1980           | 1077 dni                         |
| 8.                                                             | 6 XI 1980   | Jürgen Schmude (SPD) (1936–2025)           | 28 I 1981      | Trzeci rząd Helmuta Schmidta  |                     | 1077 dni                         |
| 9.                                                             |             | Björn Engholm (SPD) (ur. 1939)             | 28 I 1981      | Trzeci rząd Helmuta Schmidta  | 1 X 1982            | 611 dni                          |
| 10.                                                            |             | Dorothee Wilms (CDU) (ur. 1929)            | 4 X 1982       | 29 III 1983                   | 1619 dni            | Pierwszy rząd Helmuta Kohla      |
| 10.                                                            | 30 III 1983 | Dorothee Wilms (CDU) (ur. 1929)            | 11 III 1987    | Drugi rząd Helmuta Kohla      | 1619 dni            |                                  |
| 11.                                                            |             | Jürgen Möllemann (FDP) (1945–2003)         | 12 III 1987    | 18 I 1991                     | 1408 dni            | Trzeci rząd Helmuta Kohla        |
| 12.                                                            |             | Rainer Ortleb (FDP) (ur. 1944)             | 18 I 1991      | 4 II 1994                     | 1113 dni            | Czwarty rząd Helmuta Kohla       |
| 13.                                                            |             | Karl-Hans Laermann (FDP) (1929–2024)       | 4 II 1994      | 17 XI 1994                    | 286 dni             | Czwarty rząd Helmuta Kohla       |
| Minister badań naukowych i technologii                         |             |                                            |                |                               |                     |                                  |
| 6.                                                             |             | Horst Ehmke (SPD) (1927–2017)              | 15 XII 1972    | 16 V 1974                     | 517 dni             | Drugi rząd Willy’ego Brandta     |
| 7.                                                             |             | Hans Matthöfer (SPD) (1925–2009)           | 16 V 1974      | 14 XII 1976                   | 1372 dni            | Pierwszy rząd Helmuta Schmidta   |
| 7.                                                             | 16 XII 1976 | Hans Matthöfer (SPD) (1925–2009)           | 16 II 1978     | Drugi rząd Helmuta Schmidta   | 1372 dni            |                                  |
| 8.                                                             |             | Volker Hauff (SPD) (ur. 1940)              | 16 II 1978     | Drugi rząd Helmuta Schmidta   | 4 XI 1980           | 992 dni                          |
| 9.                                                             |             | Andreas von Bülow (SPD) (ur. 1937)         | 6 XI 1980      | 1 X 1982                      | 694 dni             | Trzeci rząd Helmuta Schmidta     |
| 10.                                                            |             | Heinz Riesenhuber (CDU) (ur. 1935)         | 4 X 1982       | 29 III 1983                   | 3762 dni            | Pierwszy rząd Helmuta Kohla      |
| 10.                                                            | 30 III 1983 | Heinz Riesenhuber (CDU) (ur. 1935)         | 11 III 1987    | Drugi rząd Helmuta Kohla      | 3762 dni            |                                  |
| 10.                                                            | 12 III 1987 | Heinz Riesenhuber (CDU) (ur. 1935)         | 18 I 1991      | Trzeci rząd Helmuta Kohla     | 3762 dni            |                                  |
| 10.                                                            | 18 I 1991   | Heinz Riesenhuber (CDU) (ur. 1935)         | 21 I 1993      | Czwarty rząd Helmuta Kohla    | 3762 dni            |                                  |
| 11.                                                            |             | Matthias Wissmann (CDU) (ur. 1949)         | 21 I 1993      | Czwarty rząd Helmuta Kohla    | 13 V 1993           | 112 dni                          |
| 12.                                                            |             | Paul Krüger (CDU) (ur. 1950)               | 13 V 1993      | Czwarty rząd Helmuta Kohla    | 17 XI 1994          | 553 dni                          |
| Minister edukacji, nauki, badań naukowych i technologii        |             |                                            |                |                               |                     |                                  |
| 14.(13.)                                                       |             | Jürgen Rüttgers (CDU) (ur. 1951)           | 17 XI 1994     | 26 X 1998                     | 1439 dni            | Piąty rząd Helmuta Kohla         |
| Minister edukacji i badań naukowych                            |             |                                            |                |                               |                     |                                  |
| 15.(14.)                                                       |             | Edelgard Bulmahn (SPD) (ur. 1951)          | 27 X 1998      | 22 X 2002                     | 2583 dni            | Pierwszy rząd Gerharda Schrödera |
| 15.(14.)                                                       | 22 X 2002   | Edelgard Bulmahn (SPD) (ur. 1951)          | 22 XI 2005     | Drugi rząd Gerharda Schrödera | 2583 dni            |                                  |
| 16.(15.)                                                       |             | Annette Schavan (CDU) (ur. 1955)           | 22 XI 2005     | 28 X 2009                     | 2641 dni            | Pierwszy rząd Angeli Merkel      |
| 16.(15.)                                                       | 28 X 2009   | Annette Schavan (CDU) (ur. 1955)           | 14 II 2013     | Drugi rząd Angeli Merkel      | 2641 dni            |                                  |
| 17.(16.)                                                       |             | Johanna Wanka (CDU) (ur. 1951)             | 14 II 2013     | Drugi rząd Angeli Merkel      | 17 XII 2013         | 1854 dni                         |
| 17.(16.)                                                       | 17 XII 2013 | Johanna Wanka (CDU) (ur. 1951)             | 14 III 2018    | Trzeci rząd Angeli Merkel     |                     | 1854 dni                         |
| 18.(17.)                                                       |             | Anja Karliczek (CDU) (ur. 1971)            | 14 III 2018    | 8 XII 2021                    | 1365 dni            | Czwarty rząd Angeli Merkel       |
| 19.(18.)                                                       |             | Bettina Stark-Watzinger (FDP) (ur. 1968)   | 8 XII 2021     | 7 XI 2024                     | 1065 dni            | Rząd Olafa Scholza               |
| 20.(19.)                                                       |             | Cem Özdemir (Sojusz 90/Zieloni) (ur. 1965) | 25 XI 2024     | 6 V 2025                      | 162 dni             | Rząd Olafa Scholza               |
| Minister badań naukowych, technologii i przestrzeni kosmicznej |             |                                            |                |                               |                     |                                  |
| 21.(20.)                                                       |             | Dorothee Bär (CSU) (ur. 1978)              | 6 V 2025       | nadal                         | 105 dni             | Rząd Friedricha Merza            |